# Mastax louwerensi
Mastax louwerensi é uma espécie de carabídeo da tribo Brachinini, com distribuição restrita à Indonésia.